# Avenue Prudhon
L'avenue Prudhon est une voie du 16e arrondissement de Paris, en France.

## Situation et accès

Plan du jardin du Ranelagh.

L'avenue Prudhon est une voie située dans le 16e arrondissement de Paris. Elle débute  avenue du Ranelagh et chaussée de la Muette et se termine avenue Raphaël. 
Le quartier est desservi par la ligne 9, aux stations Ranelagh et La Muette ; la gare de Boulainvilliers de la ligne C se situe également à proximité.
Traversant le jardin du Ranelagh, l'avenue n'est donc pas lotie par des immeubles.

## Origine du nom

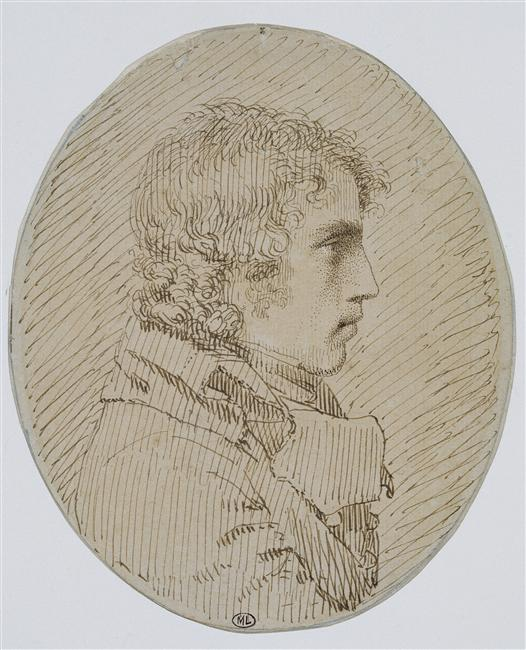
Le peintre Pierre-Paul Prud’hon, Autoportrait.

Elle porte le nom du peintre français Pierre-Paul Prud'hon (1758-1823).

## Historique
Cette voie, autrefois située sur le territoire de l'ancienne commune de Passy, est alors, entre l'avenue du Ranelagh et le boulevard Suchet, une partie de la chaussée de la Muette.
Classée dans la voirie parisienne en vertu du décret du 23 mai 1863, elle est ouverte par la Ville de Paris sur des terrains détachés du bois de Boulogne et prend sa dénomination actuelle par un décret du 2 octobre 1865. Ce décret attribue le nom d'« avenue Prudhon » à la partie de la chaussée de la Muette comprise entre l'avenue du Ranelagh et le boulevard Suchet.
En octobre 1896, à l'occasion de leur visite en France, le tsar russe Nicolas II et son épouse Alexandra arrivent gare de Passy-la-Muette, située le long du jardin. Le général Saussier et les officiers de son état-major, placés à l'angle de l'avenue Prudhon et de l'avenue Ingres, sont salués par le couple impérial et le président de la République française Félix Faure. L'hymne russe et La Marseillaise sont joués. Ces voies se situent sur le passage du trajet devant les conduire à l'ambassade de Russie.

## Bâtiments remarquables et lieux de mémoire
L'avenue est bordée par la statue Pêcheur ramenant dans ses filets la tête d'Orphée (1882), par Léon-Eugène Longepied.

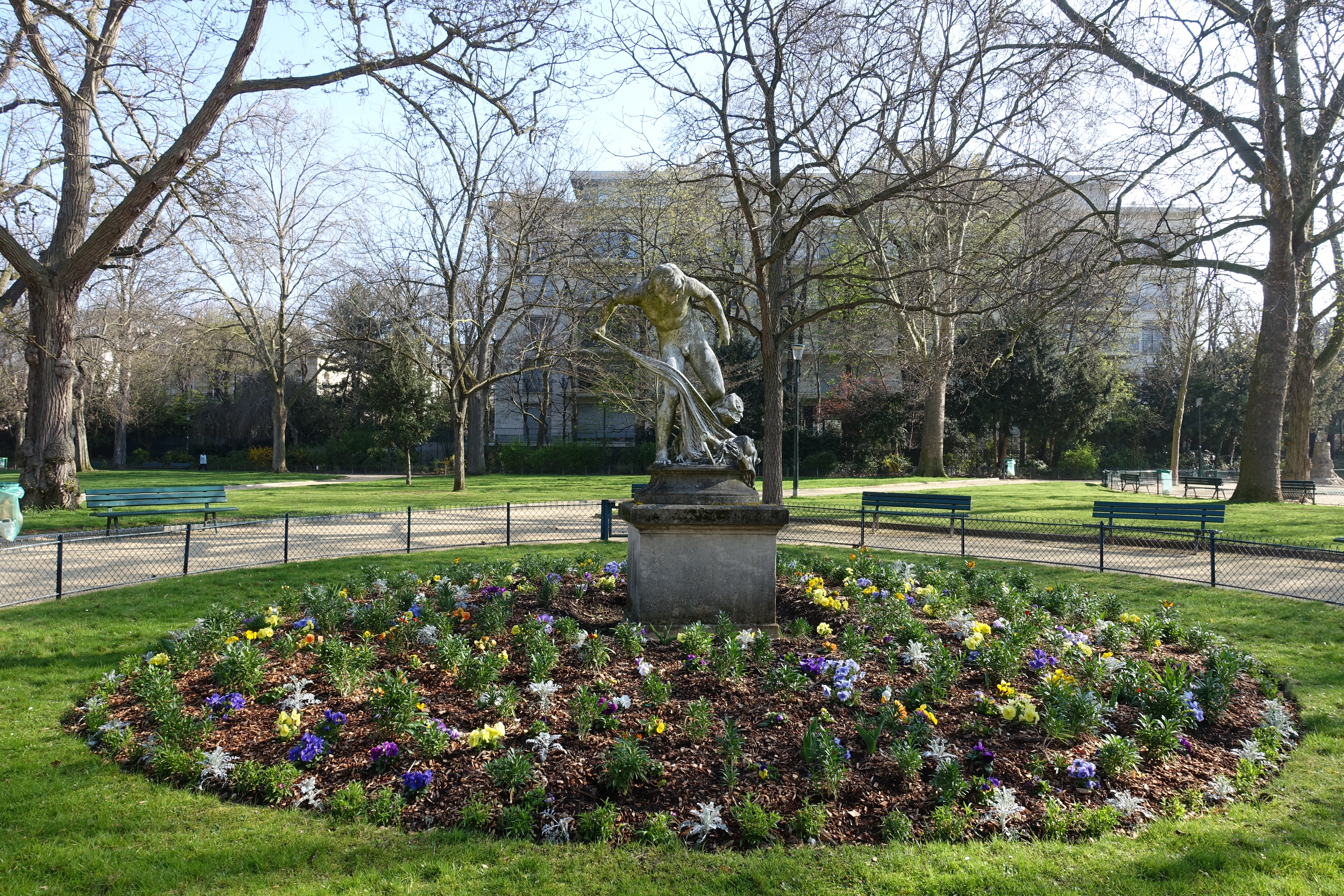
Statue.